# ГЕС Åskåra 1, 2
ГЕС Åskåra 1, 2 – гідроелектростанція на півдні Норвегії за вісім десятків кілометрів на південь від Алесунну, водозбірний басейн якої знаходиться на південному узбережжі системи Nordfjord (сполучається із Норвезьким морем північніше від острова Bremangerlandet).

## Станція Åskåra 1
Головний резервуар станції Store Åskorvatnet створили на річці Askorelva, яка впадає до Ålfotefjorden (Alfoten), котрий сполучається з ділянкою Nordfjord під назвою Eidsfjorden. Цей резервуар має площу поверхні 1,87 км2 та корисний об’єм 78 млн м3, що забезпечується коливанням рівня між позначками 614 та 693,2 метра НРМ.
Окрім власного стоку до Store Åskorvatnet відбувається деривація додаткового ресурсу. Із заходу сюди виведено короткий – лише кілька сотень метрів – тунель від водозабору на струмку Litleelva (лівий доплив Askorelva). А зі сходу по руслу Askorelva надходить ресурс зі сточища річки Vestre Yksneela, котра має устя на межі Eidsfjorden та продовжуючого його на схід Hundvikfjorden. Тут на самій Vestre Yksneela розташоване водосховище X-vatnet (корисний об’єм 20,5 млн м3, припустиме коливання в діапазоні 30,5 метра), а на її лівому допливі elv fra Z-vatnet – резервуар Z-vatnet (корисний об’єм 5,5 млн м3, припустиме коливання в діапазоні 21 метр). До X-vatnet по тунелю довжиною менш ніж 1 км подається ресурс із водозабору на Skordalselva, котра бере початок із льодовика Gjegnalundsbreen та впадає ліворуч до Hopselva незадовго до завершення останньої у Hyefjorden (затока, що прямує від Hundvikfjorden на південь). А на Vestre Yksneela нижче по течії від X-vatnet розташований водозабір, з якого на захід прокладено тунель довжиною понад 1,5 км. Він підхоплює ресурс із водозабору на Z-vatnet та завершується в озері, котре належить до верхньої течії Askorelva.
Із Store Åskorvatnet на північ прокладено головний дериваційний тунель довжиною біля 1 км. Він живить встановлену у підземному машинному залі турбіну типу Пелтон потужністю 85 МВт, яка використовує напір у 665 метрів та забезпечує виробництво 384 млн кВт-год електроенергії на рік.
Відпрацьована вода по відвідному тунелю довжиною понад 1 км транспортується до Ålfotefjorden.

## Станція Åskåra 2
ГЕС Åskåra 2 використовує чотири водосховища, три з яких створені за допомогою бетонних гребель на річці на Sodalselva, значній лівій притоці Askorelva, яка впадає нижче за Store Åskorvatnet:
- Langevatnet з корисним об’ємом 19 млн м3, що забезпечується коливанням рівня в діапазоні 45 метрів;
- Øvre Sødalsvatnet, котре має площу поверхні 0,32 км2 та корисний об’єм 7,7 млн м3, чому відповідає коливання рівня між позначками 538 та 565 метрів НРМ;
- Nedre Sødalsvatnet, яке має площу поверхні 0,58 км2 та корисний об’єм 10,3 млн м3, що забезпечується коливанням рівня між позначками 518,6 та 545 метрів НРМ.
Крім того, до струмка, що впадає у Øvre Sødalsvatnet, за допомогою тунелю довжиною менше за 1 км здійснюється перекидання ресурсу із водосховища Blåbrevatnet, з якого бере початок річка Norddalselva, котра тече до Norddalsfjorden (сполучається із Норвезьким морем через Botnafjorden та Arebrotsfjorden південніше від Nordfjord). На цьому природному озері не зводили гребель, а організували здреновування на 47 метрів нижче від природного рівня (коливання поверхні між позначками 950 та 997 метрів НРМ), що перетворило його на резервуар з корисним об’ємом 45,6 млн м3.
Із Nedre Sødalsvatnet у північно-східному напрямку прокладено головний дериваційний тунель довжиною понад 2 км, який сполучений з водозабором на Bekk fra vatn k.580 (впадає ліворуч до Askorelva). На завершальному етапі він проходить під руслом Askorelva та подає ресурс до того ж машинного залу, де працює турбіна ГЕС Åskåra 1. Станція Åskåra 2 так само має лише одну турбіну, проте вона належить до типу Френсіс та використовує дещо менший напір у 534 метра. Її потужність становить 42 МВт, а річна виробітка електроенергії складає 228 млн кВт-год.